# PC Globe
PC Globe è un atlante geografico software per MS-DOS, distribuito nel 1990.
Distribuito su floppy disk, il programma è articolato in vari menu che permettono la consultazione dei dati. Il database include una mappa geografica del mondo, con possibilità di selezionare il Paese di interesse. Per ogni stato sono disponibili mappe e informazioni (ad esempio, il quadro politico, la situazione demografica, ma anche informazioni di carattere turistico).
A distanza di oltre vent'anni dalla pubblicazione, il database del software è da considerarsi obsoleto. I requisiti minimi di sistema del software sono un processore 8086, 640 KB di RAM ed una scheda grafica CGA, EGA o VGA.

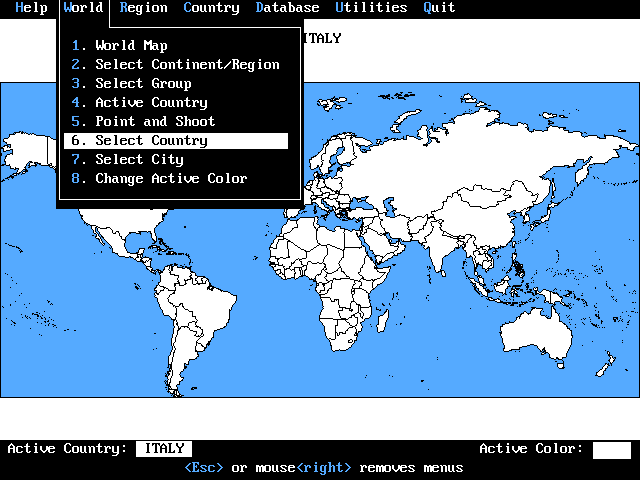
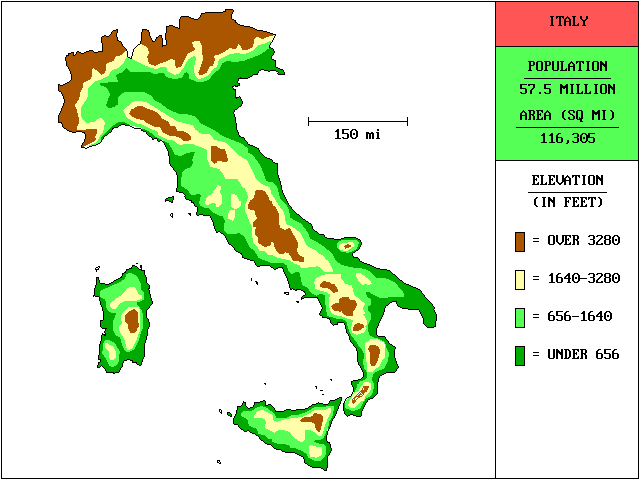
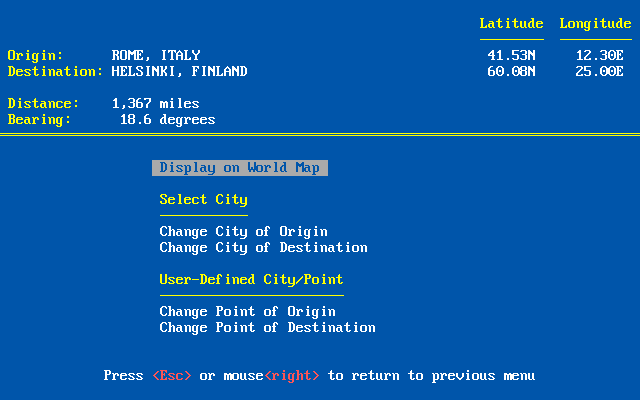